# Cerro Toloncha
Der Toloncha ist ein erloschener Vulkan im Altiplano in der Anden-Westkordillere in Nord-Chile. Er besteht aus einem zentralen Dom und drei Lavaflüssen.